# Spilosoma radiosa
Spilosoma radiosa är en fjärilsart som beskrevs av Druce 1898. Spilosoma radiosa ingår i släktet Spilosoma och familjen björnspinnare. Inga underarter finns listade i Catalogue of Life.